# Festival Internacional de Cinema de Sant Sebastià 2013
La 61a edició del Festival Internacional de Cinema de Sant Sebastià va tenir lloc entre el 20 i el 28 de setembre de 2013 a Sant Sebastià. La cerimònia d'inauguració fou presentada per Cayetana Guillén Cuervo i Unax Ugalde.
La Conquilla d'Or fou atorgada a la pel·lícula veneçolana Pelo malo de Mariana Rondón en una edició on la majoria dels premis se'ls van endur pel·lícules editades en castellà. La cerimònia de clausura fou presentada per Unax Ugalde i Edurne Ormazabal.

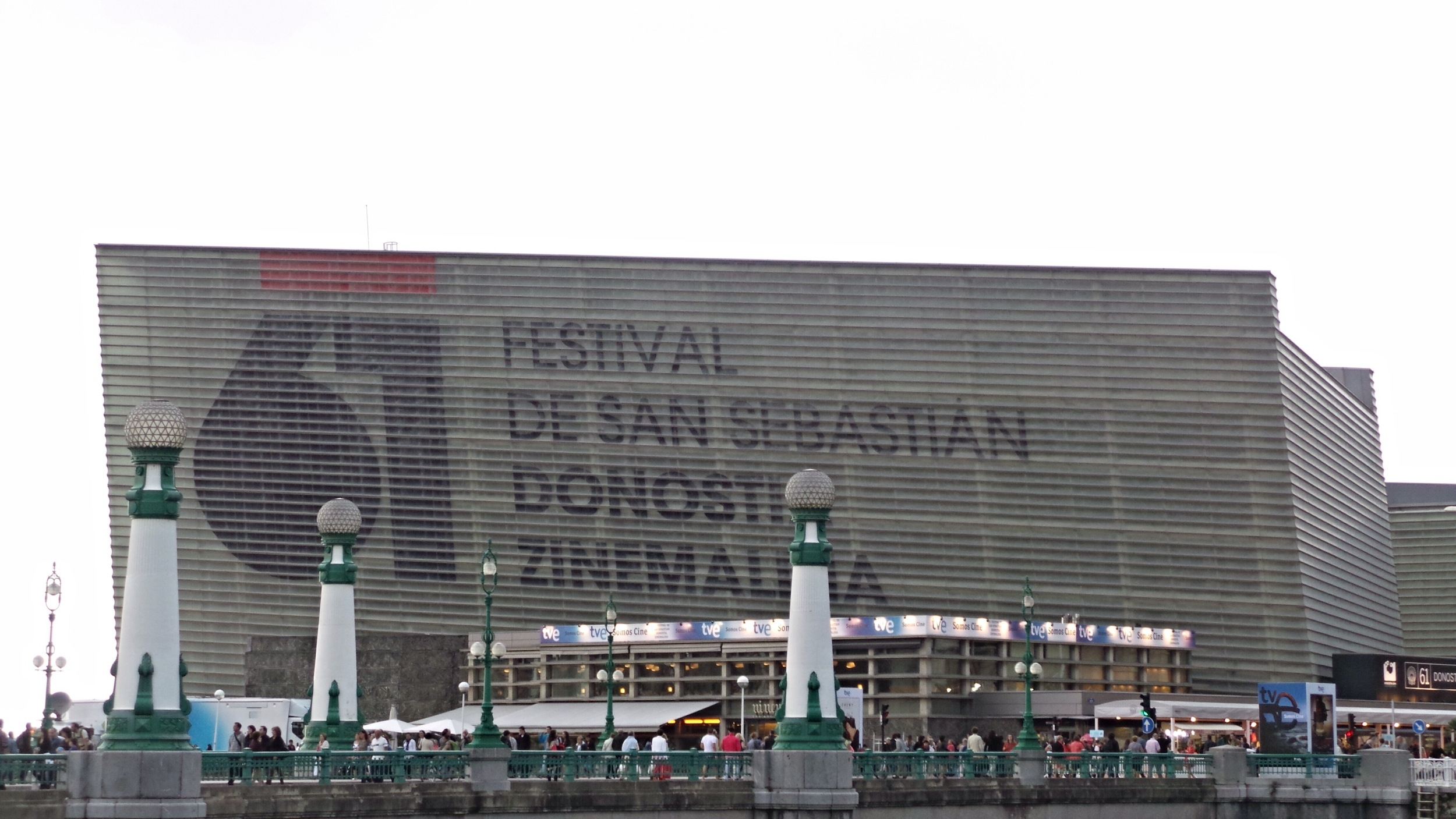

## Jurat
- Todd Haynes (President) : realitzador
- Mariela Besuievsky (productora)
- Valeria Bruni Tedeschi (actriu i directora)
- David Byrne (músic)
- Paulina García (actriu)
- Cesc Gay (director)
- Diego Luna (actor)

## Pel·lícules

### Secció Oficial
(13 pel·lícules a concurs)
| Pel·lícula                                              | Director             | País                          |
| ------------------------------------------------------- | -------------------- | ----------------------------- |
| Caníbal                                                 | Manuel Martín Cuenca | Espanya Romania Rússia França |
| Club Sándwich                                           | Fernando Eimbcke     | Mèxic                         |
| Devil's Knot                                            | Atom Egoyan          | Estats Units                  |
| Enemy                                                   | Denis Villeneuve     | Espanya Canadà                |
| Za one koji ne mogu da govore                           | Jasmila Žbanic       | Bòsnia i Hercegovina          |
| La herida                                               | Fernando Franco      | Espanya                       |
| Mon âme par toi guérie                                  | François Dupeyron    | França                        |
| Oktober November                                        | Götz Spielmann       | Àustria                       |
| Pelo malo                                               | Mariana Rondón       | Veneçuela Perú Alemanya       |
| Quai d'Orsay                                            | Bertrand Tavernier   | França                        |
| The Railway Man                                         | Jonathan Teplitzky   | Regne Unit Austràlia          |
| Vivir es fácil con los ojos cerrados                    | David Trueba         | Espanya                       |
| Le Week-End                                             | Roger Michell        | Regne Unit França             |
| Fuera de concurso:                                      |                      |                               |
| Futbolín                                                | Juan José Campanella | Argentina Espanya             |
| L'Extravagant voyage du jeune et prodigieux T.S. Spivet | Jean-Pierre Jeunet   | França Canadà                 |
| Las brujas de Zugarramurdi                              | Álex de la Iglesia   | Espanya França                |

### Perlak
(16 pel·lícules; per completar)
| Pel·lícula            | Director         | País                    |
| --------------------- | ---------------- | ----------------------- |
| Dallas Buyers Club    | Jean-Marc Vallée | Estats Units            |
| Gravity               | Alfonso Cuarón   | Estats Units Regne Unit |
| Jeune et jolie        | François Ozon    | França                  |
| De tal pare, tal fill | Hirokazu Koreeda | Japó                    |
| Tian Zhu Ding         | Jia Zhangke      | R.P. de la Xina Japó    |

### Retrospectives
- Retrospectiva Clàssica: Nagisa Oshima
- Retrospectiva Temàtica: Animatopia. Els nous camins del cinema d'animació.

## Palmarès

### Premis oficials
- Conquilla d'Or: Pelo malo de Mariana Rondón.
- Premi especial del jurat: La herida de Fernando Franco.
- Conquilla de Plata al millor director: Fernando Eimbcke per Club Sándwich.
- Conquilla de Plata a la millor actriu: Marián Álvarez per La herida.
- Conquilla de Plata al millor actor: Jim Broadbent per Le week-end.
- Premi del jurat a la millor fotografia: Pau Esteve Birba per Caníbal.
- Premi del jurat al millor guió: Antonin Baudry, Christophe Blain, Bertrand Tavernier per Quai d'Orsay.

### Premis no oficials
- Premi Kutxa Nous Directors: Benedikt Erlingsson per Hross í oss  Islàndia Alemanya
- Premi Horizontes: O lobo atrás da porta de Fernando Coimbra  Brasil
- Premi del públic: Soshite Chichi Ni Naru de Hirokazu Kore-Eda  Japó / About time de Richard Curtis  Regne Unit
- Premi de la joventut: Wolf de Jim Taihuttu  Països Baixos
- Premi Irizar al Cinema Basc: Asier eta biok d'Amaia Merino i Aitor Merino  Espanya Equador
- Premi TVE - Otra Mirada: Jeune et jolie de François Ozon  França

### Premi Donostia
- Hugh Jackman
- Carmen Maura